# 山口県道162号石城山光線
山口県道162号石城山光線（やまぐちけんどう162ごう いわきやまひかりせん）は山口県光市から熊毛郡田布施町を経由して、光市に至る一般県道である。

## 概要
光市大字塩田の石城山（標高362 m）から熊毛郡田布施町を経由して、光市室積1丁目に至る。

### 路線データ
- 起点：光市大字塩田（石城山、山口県道160号石城山公園線起点）
- 終点：光市室積1丁目（国道188号交点）

## 歴史
- 1974年（昭和49年）2月5日 - 山口県告示第97号により認定される。

前身は山口県道162号宿井光線と田布施町道、大和町道。
- 2004年（平成16年）10月4日 - 光市と熊毛郡大和町が対等合併して改めて光市が発足したことに伴い、起点の地名表記が変更される（熊毛郡大和町塩田→光市塩田）。

## 路線状況

### 重複区間
- 山口県道160号石城山公園線（光市大字塩田）
- 山口県道63号下松田布施線（熊毛郡田布施町大字波野 - 熊毛郡田布施町大字宿井）

## 地理

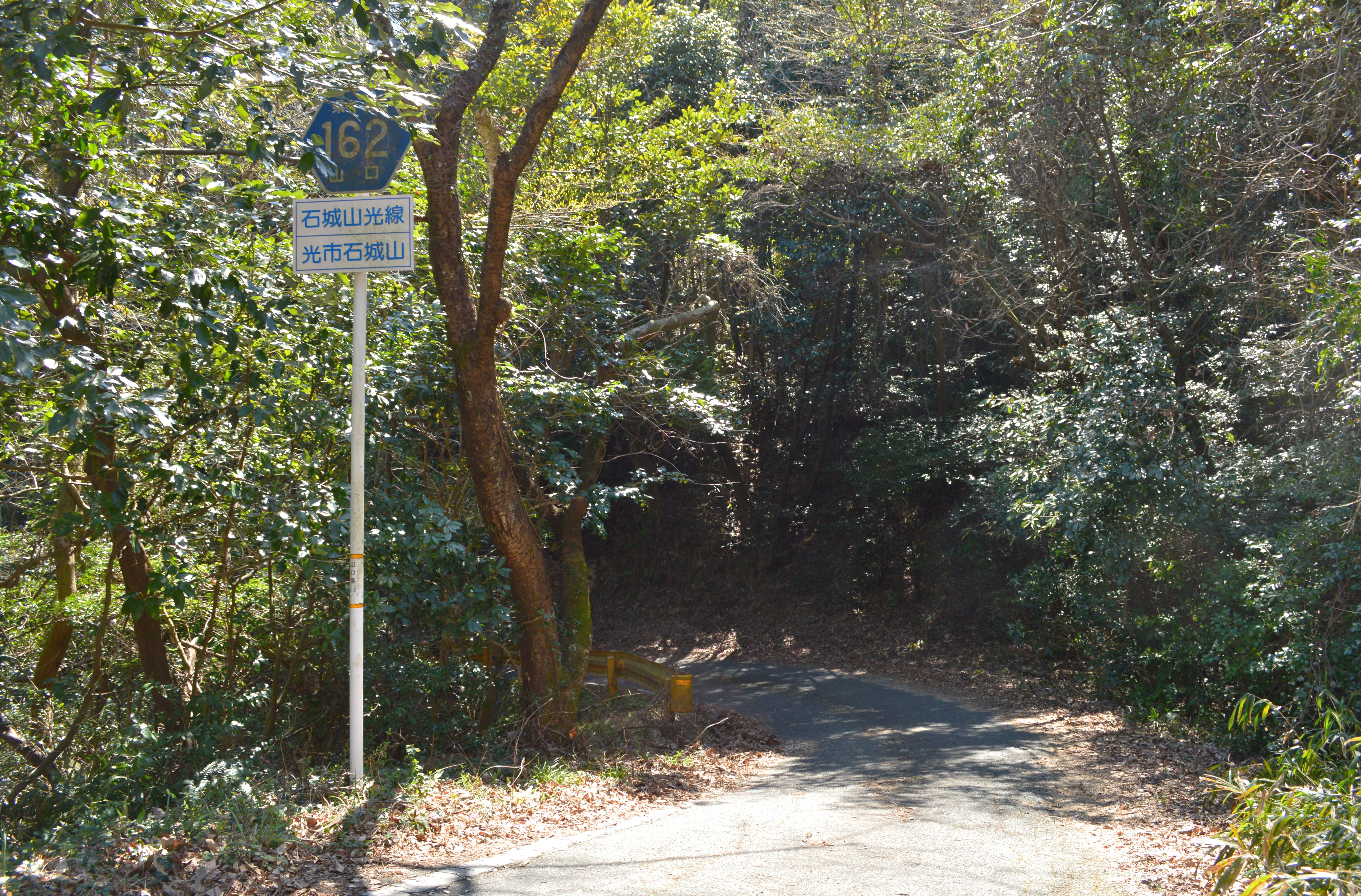
石城山中での道路の様子

### 通過する自治体
- 山口県
  - 光市 - 熊毛郡田布施町 - 光市

### 交差する道路
| 交差する道路                           | 市町村名 | 市町村名 | 交差する場所 | 交差する場所 |
| -------------------------------------- | -------- | -------- | ------------ | ------------ |
| 山口県道160号石城山公園線 重複区間起点 | 光市     | 光市     | 大字塩田     | 起点         |
| 山口県道160号石城山公園線 重複区間終点 | 光市     | 光市     | 大字塩田     |              |
| 山口県道63号下松田布施線 重複区間起点  | 熊毛郡   | 田布施町 | 大字波野     |              |
| 山口県道63号下松田布施線 重複区間終点  | 熊毛郡   | 田布施町 | 大字宿井     |              |
| 山口県道23号光上関線                   | 熊毛郡   | 田布施町 | 大字宿井     | 城南交差点   |
| 山口県道22号光柳井線                   | 熊毛郡   | 田布施町 | 大字上田布施 |              |
| 国道188号                              | 光市     | 光市     | 室積1丁目    | 終点         |

### 交差する鉄道
- 山陽本線

### 沿線
- 石城山
- 石城山神籠石
- 田布施町立城南小学校
- 山口県立田布施総合支援学校
- かんぽの宿光
- 石城神社

### 峠
- 大峰峠（熊毛郡田布施町大字上田布施 - 光市大字室積【北緯33度56分18.9秒 東経131度59分16.4秒 / 北緯33.938583度 東経131.987889度】）